# Inhurst
Inhurst – osada w Anglii, w hrabstwie Hampshire. Leży 35 km na północny wschód od miasta Winchester i 75 km na zachód od Londynu.